# Vladimir Boltyansky
Vladimir Boltyansky (em russo:  Влади́мир Григо́рьевич Болтя́нский; 26 de abril de 1925) é um matemático, educador e escritor russo. Tornou-se conhecido por seus livros sobre topologia, geometria plana e o terceiro problema de Hilbert. Nascido em Moscou, serviu o exército soviético na Segunda Guerra Mundial, sendo, mais tarde, formado na universidade estatal de Moscou. Recebeu o prêmio Lenin devido seu trabalho com equações diferencias.

## Publicações
- com V. A. Efremovich: Anschauliche kombinatorische Topologie. Vieweg, 1986 (em inglês Intuitive Combinatorial Topology. Springer, 2001; original russo 1982).
- Optimale Steuerung diskreter Systeme. Geest und Portig, Leipzig 1976.
- Mathematische Methoden der optimalen Steuerung. Geest und Portig, Leipzig 1971, 2. Ed. Hanser, Munbique 1972.
- com Gochberg: Sätze und Probleme der kombinatorischen Geometrie. Deutscher Verlag der Wissenschaften, Berlim 1972.
- com Lev Pontryagin, Gamkrelidze, Mischenko: Mathematische Theorie optimaler Prozesse. Oldenbourg, Munique 1967.
- com Isaak Yaglom: Konvexe Figuren (= Hochschulbücher für Mathematik. Volume 24). Deutscher Verlag der Wissenschaften, Berlim 1956.
- com H. Martini, V. Soltan: Geometric methods and optimization problems. Kluwer 1999.
- Hilberts Third Problem. Winston, Washington D.C. 1978.
- Zum Dritten Hilbertschen Problem. In Pavel Alexandrov (Ed.): Die Hilbertschen Probleme. Ostwalds Klassiker, Deutsch, Frankfurt am Main 1998.
- Equivalent and equidecomposable figures. Heath, Boston 1963.
- Envelopes. Popular lectures in mathematics. Pergamon Press, 1964.